# Aulacorhynchus wagleri
Il tucanetto di Wagler (Aulacorhynchus wagleri (J.H.C.F.Sturm & J.W.Sturm, 1841)) è un uccello della famiglia dei Ranfastidi.

## Descrizione
È un tucano di piccola taglia, lungo 32–37 cm, con un peso di 150-200 g. La livrea è prevalentemente verde con il becco nero e giallo; la punta della coda e le parti inferiori sono color nocciola.

## Distribuzione e habitat
Questa specie è un endemismo del Messico sud-occidentale.